# ITU G.992.5 Annex M
ITU G.992.5 Annex M es un estándar de la ITU (Unión Internacional de Telecomunicaciones), también referido como 'ADSL2+M'. ITU G.992.5 Annex M amplía la capacidad del ADSL2+ doblando el número de bits de subida. La velocidad puede llegar hasta los 24 Mbit/s de bajada y 3.5 Mbit/s de subida dependiendo de la distancia entre el DSLAM y el domicilio del cliente.
La diferencia principal entre esta especificación y la ITU G.992.5 (ADSL2+) es que la separación de frecuencia de subida/bajada se desplaza desde los 138kHz hasta los 276kHz, permitiendo incrementar el ancho de banda de subida desde 1 Mbit/s hasta los 3.5 Mbit/s, con su correspondiente descenso en el ancho de banda de bajada.

## Despliegue
Este estándar fue aprobado para el despliegue en redes australianas por la Australian Communications Industry Forum (ACIF), gracias a la acción de Internode. iiNet ahora ofrece Annex M en sus tarifas para empresas por un coste adicional.
ADSL2+M lo ofrece también el proveedor de banda ancha británico Be* refiriéndose a éste como "upload plus", aunque sólo en su paquete "Be pro", el más caro de su oferta.
El ISP danés Fullrate ha empezado a desplegar esta tecnología para ofrecer hasta 2Mbit de subida. Otro ISP danés, Cybercity, está trabajando en una oferta general para el tercer cuarto de 2007 para clientes cercanos a las centrales. Lo mismo para el ISP danés TDC que ha completado su despliegue.
Desde octubre de 2006, el ISP sueco Bredbandsbolaget ofrece un servicio denominado "Bredband 20 Pro" con 20 Mbit/s de bajada, 3 Mbit/s de subida. No obstante, los medios han publicado que la mayoría de sus clientes no logran sincronizar sus módems con las puertas de enlace Annex M de Bredbandsbolaget más allá de 16 Mbit/s de bajada y 2.5 Mbit/s de subida [cita requerida].
El ISP sueco Telia ha ofrecido Annex M en sus conexiones ADSL2+ de 24Mbit desde octubre de 2006.
El ISP finés SuomiCom ofrece 4/3Mbit, 8/3Mbit, 12/3Mbit and 24/3Mbit con hardware ZyXEL Annex M. Normalmente la velocidad de subida oscila entre 2-2.5Mbit/s con estos servicios. El ISP Nebula también ofrece Annex M en algunos de sus paquetes más caros. 8Mbit/s, 12Mbit/s o 24Mbit/s de bajada y 3Mbit/s de subida.
El ISP belga Dommel(Schedom) oferta recientemente ADSL2+ Annex M (24Mbit/s de bajada y 3Mbit/s de subida) en su paquete "cityconnect" en la ciudad de Leuven (con sus propios DSLAMs). Otras dos ciudades han sido anunciadas para el segundo cuarto de 2008, Kesslo-Lo (cercana a Leuven) y Sint-Truiden. Otras ciudades les seguirán más adelante.
En España, Telefónica ofrece en el mercado empresarial dos conexiones ADSL simétricas de 1 y 1,5 Mb haciendo uso del Anexo M. Desde febrero de 2009, Jazztel permite activar el Anexo M (bajo el nombre comercial de Turbo Up) a sus clientes de 20 megas, aumentando la subida hasta 2,5 Mbps. siendo el primer ISP en ofrecerlo en el mercado residencial.
En México, Telmex ofrece este servicio para sus clientes residenciales y empresariales, desde finales de 2010, con velocidades de bajada de hasta 16Mbs, sin llegar a 1Mbps de subida, parece que no respetan el estándar de todo el mundo, la empresa se ha mostrado indiferente.

## También conocido como
- AnxM